# Capriccioso
Capriccioso is een Italiaanse muziekterm met betrekking tot de manier waarop een stuk of passage uitgevoerd dient te worden. Men kan de term vertalen als grillig. Dit betekent dus dat, als deze aanwijzing wordt gegeven, men een grillig karakter tot uitdrukking moet laten komen. Deze aanwijzing heeft vooral betrekking op de voordracht van een stuk. Hierbij kan gedacht worden aan een niet te lieflijk (piacevole) of zwaarmoedig (funebre) spel. De term is geen aanwijzing voor de dynamiek, maar geldt alleen voor de voordracht.
De term is afgeleid van capriccio, een grillig soort muziekstuk. Letterlijk betekent de aanwijzing dan ook als een capriccio.